# Rue des Artistes
La rue des Artistes est une voie du 14e arrondissement de Paris, en France.

## Situation et accès
La rue des Artistes est une voie publique située dans le 14e arrondissement de Paris. Elle débute par un escalier au 13, rue d'Alésia (au carrefour de l'avenue René-Coty) et se termine au 2 bis, rue Saint-Yves.
Le quartier est desservi par la ligne 4 à la station Alésia.

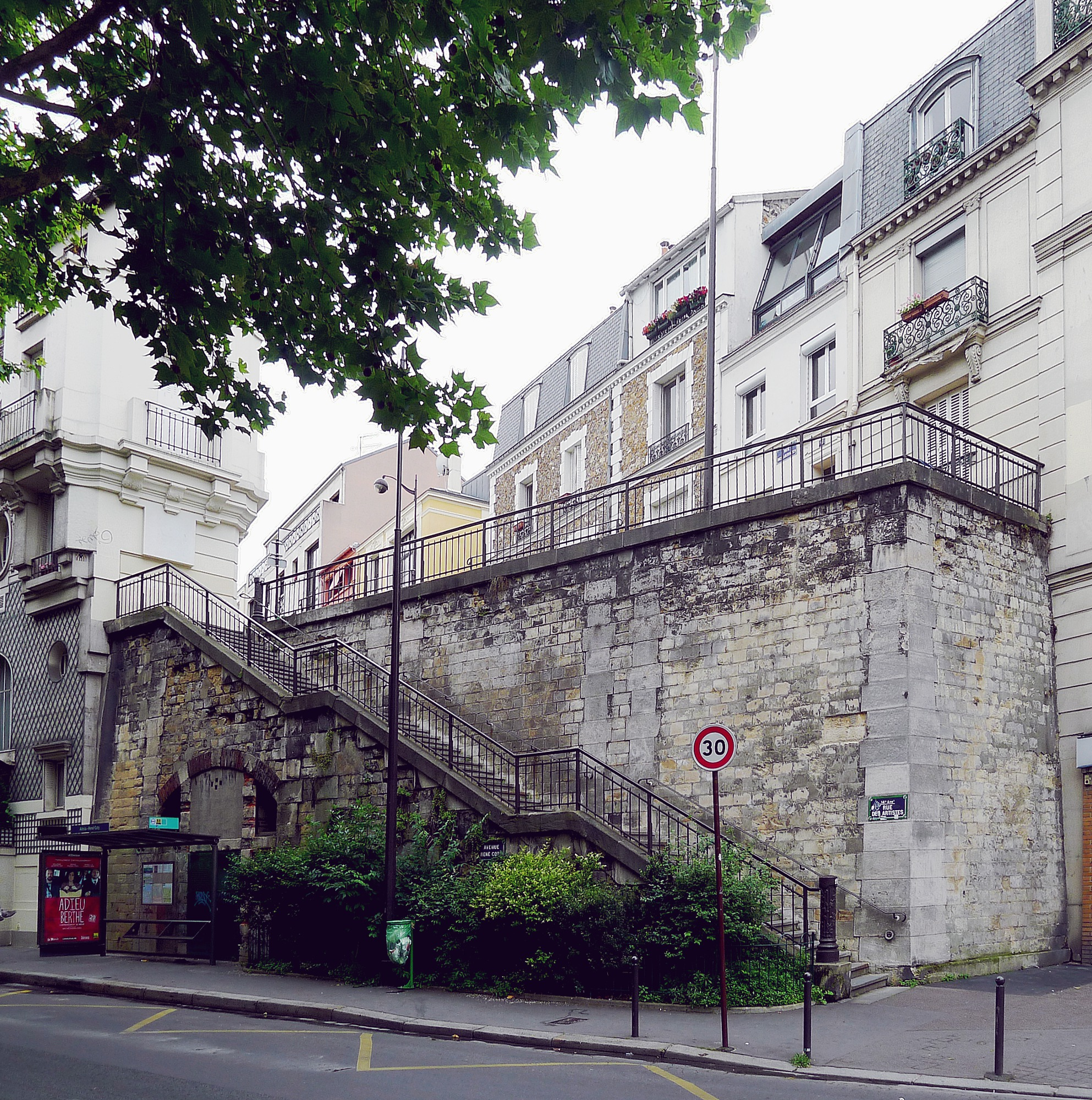
Escalier d'accès depuis l'avenue René-Coty.
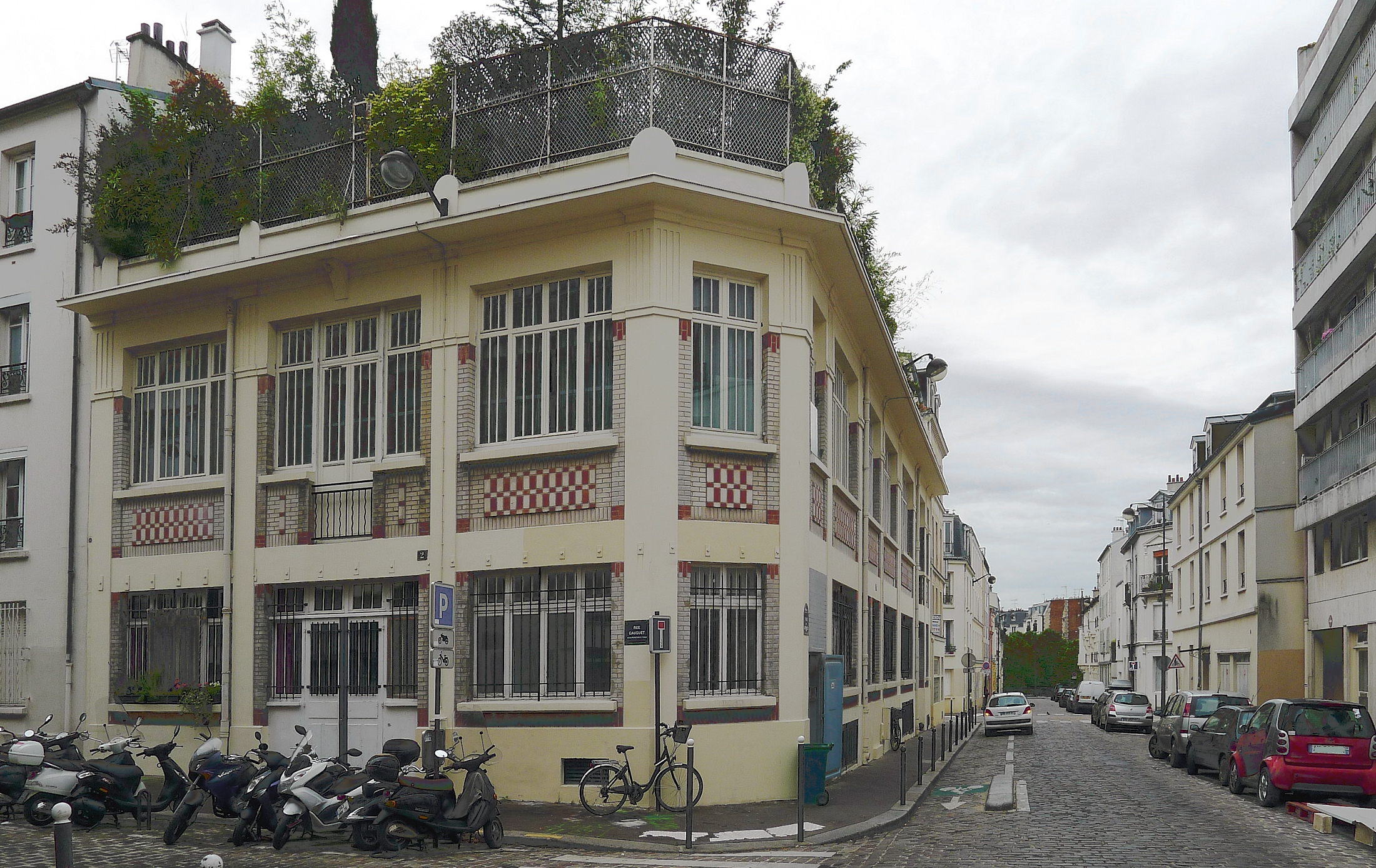
Rue des Artistes (à droite) au niveau de la rue Gauguet.
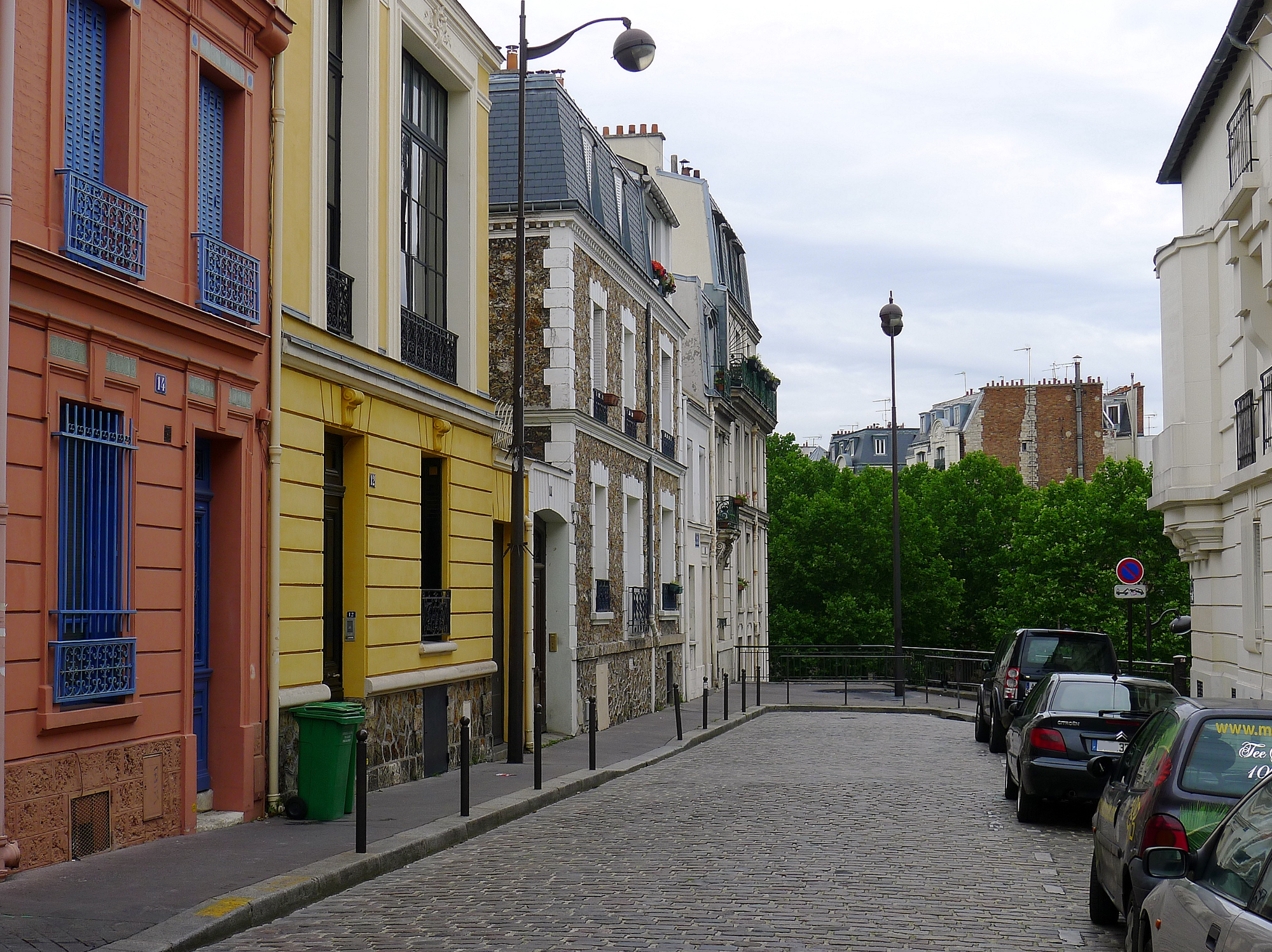
Quelques « maisons de ville » de la rue.

## Origine du nom
Elle doit son nom au fait que cette voie est une ancienne résidence d'artistes.

## Historique
La rue des Artistes est ouverte en 1853 sous sa dénomination actuelle au Petit-Montrouge, territoire de la commune de Montrouge. 
La voie est percée à partir de la « rue Sarrazin » (rue d'Alésia). En 1860, lorsque le Petit-Montrouge est annexé par la Ville de Paris, elle finit à la « rue de Gentilly » (rue de l'Aude) et comprend à chaque extrémité une extension se terminant en impasse. Sa longueur est alors de 180 m. 
Plusieurs jeunes peintres et sculpteurs (Claude Rameau, Louis Charlot, etc.) sont venus s'installer dans une résidence d'artistes, au début du XIXe siècle.